# University Park (Texas)
Pour les articles homonymes, voir University Park.
University Park est une ville située dans le comté de Dallas dans l'État du Texas. Lors du recensement de 2010, sa population s'élevait à 23 068 habitants.